# レナード・ローズ
レナード・ローズ（Leonard Rose, 1918年7月27日 - 1984年11月16日）は、アメリカ合衆国のチェロ奏者。各オーケストラの首席奏者、ソリスト、教育者として活躍した。なお、現存しているクレモナの楽器の中で最も高いものの一つとされている、1662年製のアマティのチェロを使用していた。

## 経歴

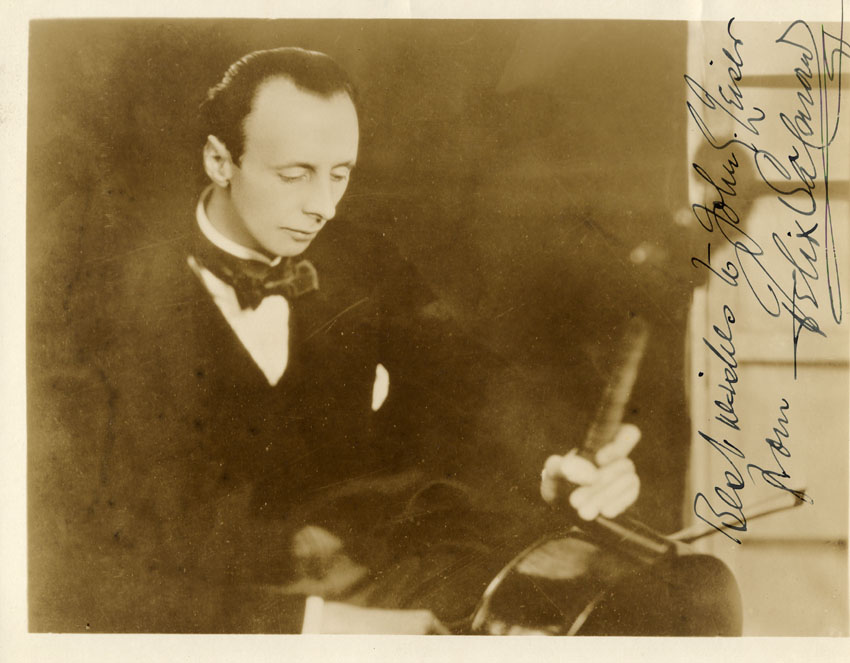
師フェリックス・ザルモンド

### 幼少期
1918年7月27日、キエフから移住したロシア人の両親のもとワシントンD.C.に生まれ、フロリダにて育つ。アマチュアのチェロ奏者であった父から手ほどきを受けたのち、10歳でマイアミ音楽院でワルター・グロスマンに師事し、13歳でフロリダのコンクールで入賞した。さらには、当時ニューヨークのNBC交響楽団で首席チェロ奏者を務めていたフランク・ミラーにも師事した。

### オーケストラ奏者時代
15歳で奨学金を得てカーティス音楽院のフェリックス・ザルモンドに学び、2年後にはアシスタントとなった。その後、20歳でアルトゥーロ・トスカニーニ時代のNBC交響楽団に加わり、首席チェリストに抜擢された。翌年にはアルトゥール・ロジンスキ時代のクリーヴランド管弦楽団の首席奏者として招聘され、1943年にロジンスキがニューヨーク・フィルハーモニー管弦楽団の首席指揮者に移籍した時には、同じくニューヨークに移り首席奏者となった。
首席奏者として協奏曲のソリストを務めることもあり、1944年に同団とエドゥアール・ラロの『チェロ協奏曲』を演奏して、カーネギー・ホールでのソリストデビューを果たした。また、1949年にはブルーノ・ワルターが指揮する同団とともに、ソリストとしてベートーヴェンの『ピアノ、ヴァイオリン、チェロのための三重協奏曲』を録音した。

### ソリスト時代
ソリストおよび教育者としての活動のため、1951年にオーケストラを去った。なお、オーケストラ団員として最後の出演は、エディンバラ音楽祭での演奏会だった（なお、これがローズのイギリスデビューとなった）。
協奏曲のソリストとしては、ユージン・オーマンディやレナード・バーンスタインといった指揮者と共演した。また、アイザック・スターン、ユージン・イストミンと結成したピアノ三重奏団は人気を博し、彼らとともに演奏したベートーヴェンのピアノ三重奏曲全集は、1970年のグラミー賞最優秀室内楽部門に輝いた。また、1946年からはジュリアード音楽院で教鞭を取り、多くの弟子を育てた。
音楽祭などにも参加しており、ピアニストのグレン・グールド、ヴァイオリニストのオスカー・シュムスキーとともにストラトフォード音楽祭の共同音楽監督を務めた。また、スターンの誘いで1961年の第1回イスラエル音楽祭や、1973年のエルサレム・ミュージック・センターの杮落としにも参加した
1984年11月16日、ニューヨーク州ホワイト・プレインズ病院で、白血病のため他界した。66歳没。

## 人物
神経質な性格で、毎朝何時間も練習をするうえ、コンサート当日の午後4時には必ずステーキと付け合わせを食べていた。また、コンサートの1時間前にはホールに姿を現し、ウォームアップのための運動を行なっていた。
最初の妻を癌で亡くし、2番目の妻ジーニィアと再婚した。

## 教育活動
1946年からジュリアード音楽院の教授を務めた。教育実績を認められて、ローズはハートフォード大学の名誉博士の称号を得ている。
弟子たちはアメリカに限らず、世界中のオーケストラで活躍しており、ローズ自身もまずはオーケストラ団員となることを弟子に勧めた。なお、指揮者のエーリヒ・ラインスドルフは、ボストン交響楽団の優秀なチェログループの半分はローズの弟子であると述べている。リン・ハレルやヨーヨー・マ、岩崎洸のようにソリストとして活躍した弟子もいるが、特にアイザック・スターンから紹介された9歳のヨーヨー・マについてローズは「史上最高のテクニックの持ち主」と絶賛しており、11歳ごろにはもうすでに最も難しい練習曲を与えていた。

ローズの弟子の1人であるスティーヴン・ケイツは、ローズの教育姿勢について以下のように語っている。
ローズはチェロの弓の持ち方について、ヴァイオリンのように小指をスティックの端につけるやり方ではいけないと考えており、「スティックは人差し指の第二関節より上に出てきてはいけない」「第一関節と第二関節の間が、引き始めるには良い場所だと思う」と指導していた。またヴィブラートについては「指の柔らかいところを軸として、上の方からの腕は、ただ逆らわずに消極的に動いて、演奏されるべきだ」と述べている。なお、ローズはヴァイオリンでもこのようなヴィブラートの掛け方をする奏者を好むと語っており、フリッツ・クライスラーはそのようなヴァイオリニストの1人であったとしている。
また、練習の重要性を強調しており、自身は演奏旅行中でも1日に5時間は練習したと語った。また、最後の瞬間にひらめくインスピレーションに頼ることよりも、プラニングに全力を尽くすべきだと語った。

## 同時代の作品の演奏者として
1950年4月14日に、ディミトリ・ミトロプーロスが指揮するニューヨーク・フィルハーモニー管弦楽団と、アラン・シュルマンが作曲した『チェロ協奏曲』をカーネギーホールで初演した。また、同じくシュルマンが作曲した『エレジー フェリックス・サモンドの思い出』は、フォルテュナート・アリコ、ヤッシャ・バーンスタイン、ピエール・フルニエ、ハリー・フックス、フランク・ミラー、ミッシャ・シュナイダーとともに、ローズに捧げられている。

## 評価
「チェロの貴族」「スケールの大きい名人、特別に人々の心を魅了する音と、完全無欠のテクニックに恵まれている」という評価を受けている。
ヴァイオリニストのフリッツ・クライスラーは、自らが編曲したニコロ・パガニーニの協奏曲を、アルトゥール・ロジンスキが指揮するクリーヴランド管弦楽団とリハーサルで演奏した時、チェロのソロパートが終了した際にオーケストラの演奏を止めて、それを演奏していたローズを称賛した。また、ローズがニューヨーク・フィルハーモニー管弦楽団を去る際、指揮者のブルーノ・ワルターは「およそチェロのために書かれた作品は、彼以上に素晴らしい手の中におかれることはあり得ない」と述べている。
また、ローズと室内楽をともにしたヴァイオリニストのアイザック・スターンは「チェロのローズとヴァイオリンの私は、これほど調和しているペアはほとんどいないだろうというぐらい、息が合った」と語っており、ローズ、スターンとトリオを組んだピアニストのユージン・イストミンも「ローズとアイザックは手袋をはめた二つの手みたいにぴったりと合っている」と述べた